# Natação no Campeonato Europeu de Esportes Aquáticos de 2012 - 200 m costas masculino
A prova dos 200 metros costas masculino da natação no Campeonato Europeu de Esportes Aquáticos de 2012 ocorreu entre os dias 25 e 26 de maio em Debrecen na Hungria. 

## Calendário
| Fase          | Data       | Hora  |
| ------------- | ---------- | ----- |
| Eliminatórias | 25 de maio | 09:30 |
| Semifinal     | 25 de maio | 18:00 |
| Final         | 26 de maio | 18:01 |

Todos os horários estão no horário local (UTC+1)

## Recordes
Antes desta competição, os recordes eram os seguintes:
| Recorde mundial       | Aaron Peirsol     | 1:51.92 | Roma      | 31 de julho de 2009 |
| Recorde europeu       | Arkady Vyatchanin | 1:54.75 | Roma      | 31 de julho de 2009 |
| Recorde do campeonato | Arkady Vyatchanin | 1:55.44 | Budapeste | 5 de agosto de 2006 |

Os seguintes novos recordes foram estabelecidos durante esta competição. 
| Data       | Prova | Nadadora         | Nacionalidade | Tempo   | Recordes              |
| ---------- | ----- | ---------------- | ------------- | ------- | --------------------- |
| 26 de maio | Final | Radoslaw Kawecki | Polónia       | 1:55.28 | Recorde do campeonato |

## Medalhistas
| Ouro                   | Prata              | Bronze                    |
| Radoslaw Kawecki (POL) | Péter Bernek (HUN) | Yakov-Yan Toumarkin (ISR) |

## Resultados

### Eliminatórias
Esses foram os resultados das eliminatórias. 
| Pos. | Bateria | Raia | Nadador                  | Nacionalidade | Tempo   | Notas            |
| ---- | ------- | ---- | ------------------------ | ------------- | ------- | ---------------- |
| 1    | 5       | 4    | Radoslaw Kawecki         | Polónia       | 1:58.79 | Q                |
| 2    | 5       | 5    | Yannick Lebherz          | Alemanha      | 1:58.85 | Q                |
| 3    | 4       | 4    | Péter Bernek             | Hungria       | 1:59.07 | Q                |
| 4    | 5       | 3    | Matteo Milli             | Itália        | 1:59.30 | Q                |
| 5    | 5       | 6    | Gábor Balog              | Hungria       | 1:59.63 | Q                |
| 6    | 6       | 7    | Pedro Diogo Oliveira     | Portugal      | 1:59.72 | Q,               |
| 7    | 4       | 2    | Olexandr Isakov          | Ucrânia       | 1:59.79 | Q                |
| 8    | 6       | 4    | Benjamin Stasiulis       | França        | 1:59.91 | Q                |
| 9    | 6       | 5    | Sebastiano Ranfagni      | Itália        | 1:59.98 | Q                |
| 10   | 6       | 6    | Federico Turrini         | Itália        | 2:00.20 |                  |
| 11   | 6       | 2    | Nimrod Shapira Bar-Or    | Israel        | 2:00.25 | Q                |
| 12   | 4       | 6    | Felix Wolf               | Alemanha      | 2:00.81 | Q                |
| 13   | 4       | 5    | Yakov-Yan Toumarkin      | Israel        | 2:00.93 | Q                |
| 14   | 5       | 8    | Itai Chammah             | Israel        | 2:01.05 |                  |
| 15   | 4       | 3    | Christian Diener         | Alemanha      | 2:01.15 |                  |
| 16   | 6       | 3    | Eric Ress                | França        | 2:01.21 | Q                |
| 17   | 1       | 3    | Ivan Trofimov            | Rússia        | 2:01.82 | Q                |
| 18   | 3       | 6    | Dmitry Gorbunov          | Rússia        | 2:01.93 | Q                |
| 19   | 2       | 4    | Martin Zhelev            | Bulgária      | 2:01.95 | Q,               |
| 20   | 3       | 5    | Luca Marin               | Itália        | 2:02.23 |                  |
| 21   | 5       | 1    | Sebastian Stoss          | Áustria       | 2:02.30 |                  |
| 22   | 4       | 7    | Dávid Verrasztó          | Hungria       | 2:02.33 |                  |
| 23   | 3       | 2    | Balázs Zámbó             | Hungria       | 2:02.36 |                  |
| 24   | 5       | 2    | Vitaly Borisov           | Rússia        | 2:02.49 |                  |
| 25   | 1       | 5    | Tomáš Fučík              | Chéquia       | 2:02.51 |                  |
| 26   | 2       | 6    | Andres Olvik             | Estónia       | 2:02.67 | Recorde nacional |
| 27   | 6       | 1    | Mikhail Zvyagin          | Rússia        | 2:02.81 |                  |
| 28   | 5       | 7    | Mattias Carlsson         | Suécia        | 2:02.82 |                  |
| 29   | 6       | 8    | Lukas Räuftlin           | Suíça         | 2:02.84 |                  |
| 30   | 3       | 4    | Danas Rapšys             | Lituânia      | 2:03.22 |                  |
| 31   | 3       | 8    | Květoslav Svoboda        | Chéquia       | 2:03.38 |                  |
| 32   | 4       | 8    | Andriy Nikishenko        | Ucrânia       | 2:03.64 |                  |
| 33   | 3       | 3    | David Gamburg            | Israel        | 2:03.71 |                  |
| 34   | 3       | 7    | Konstantīns Blohins      | Letônia       | 2:03.99 |                  |
| 35   | 4       | 1    | Mateusz Wysoczynski      | Polónia       | 2:04.02 |                  |
| 36   | 2       | 7    | Marco Aldabe Bomstad     | Noruega       | 2:04.29 |                  |
| 37   | 2       | 1    | Oliver Šimkovič          | Eslováquia    | 2:04.58 |                  |
| 38   | 2       | 8    | Matas Andriekus          | Lituânia      | 2:04.85 |                  |
| 39   | 3       | 1    | Jean François Schneiders | Luxemburgo    | 2:05.20 |                  |
| 40   | 2       | 5    | Dominik Dür              | Áustria       | 2:06.78 |                  |
| 41   | 2       | 2    | Lavrans Solli            | Noruega       | 2:07.12 |                  |
| 42   | 2       | 3    | Karl Burdis              | Irlanda       | 2:31.44 |                  |
| 43   | 1       | 4    | Jonathan Massacand       | Suíça         | DNS     |                  |

### Semifinal
Esses foram os resultados das semifinais. 
Semifinal 1
| Pos. | Raia | Nadador               | Nacionalidade | Tempo   | Notas |
| ---- | ---- | --------------------- | ------------- | ------- | ----- |
| 1    | 4    | Yannick Lebherz       | Alemanha      | 1:58.23 | Q     |
| 2    | 7    | Yakov-Yan Toumarkin   | Israel        | 1:58.33 | Q     |
| 3    | 6    | Benjamin Stasiulis    | França        | 1:59.09 | Q     |
| 4    | 2    | Nimrod Shapira Bar-Or | Israel        | 1:59.58 |       |
| 5    | 3    | Pedro Diogo Oliveira  | Portugal      | 1:59.94 |       |
| 6    | 5    | Matteo Milli          | Itália        | 2:01.57 |       |
| 7    | 1    | Ivan Trofimov         | Rússia        | 2:02.51 |       |
| 8    | 8    | Martin Zhelev         | Bulgária      | 2:03.18 |       |

Semifinal 2
| Pos. | Raia | Nadador             | Nacionalidade | Tempo   | Notas |
| ---- | ---- | ------------------- | ------------- | ------- | ----- |
| 1    | 5    | Péter Bernek        | Hungria       | 1:56.11 | Q, }  |
| 2    | 4    | Radoslaw Kawecki    | Polónia       | 1:56.68 | Q     |
| 3    | 3    | Gábor Balog         | Hungria       | 1:58.43 | Q     |
| 4    | 2    | Sebastiano Ranfagni | Itália        | 1:58.86 | Q     |
| 5    | 7    | Felix Wolf          | Alemanha      | 1:59.41 | Q     |
| 6    | 6    | Olexandr Isakov     | Ucrânia       | 1:59.98 |       |
| 7    | 1    | Eric Ress           | França        | 2:00.04 |       |
| 8    | 8    | Dmitry Gorbunov     | Rússia        | 2:01.77 |       |

### Final
Esse foi o resultado da final. 
| Pos.              | Raia | Nadador             | Nacionalidade | Tempo   | Notas            |
| ----------------- | ---- | ------------------- | ------------- | ------- | ---------------- |
| Medalha de ouro   | 5    | Radoslaw Kawecki    | Polónia       | 1:55.28 | ,                |
| Medalha de prata  | 4    | Péter Bernek        | Hungria       | 1:55.88 | Recorde nacional |
| Medalha de bronze | 6    | Yakov-Yan Toumarkin | Israel        | 1:57.35 | Recorde nacional |
| 4                 | 7    | Sebastiano Ranfagni | Itália        | 1:57.99 |                  |
| 5                 | 3    | Yannick Lebherz     | Alemanha      | 1:58.39 |                  |
| 5                 | 8    | Felix Wolf          | Alemanha      | 1:58.39 |                  |
| 7                 | 1    | Benjamin Stasiulis  | França        | 1:58.55 |                  |
| 8                 | 2    | Gábor Balog         | Hungria       | 1:58.74 |                  |

Legenda
| Recorde mundial       | Recorde mundial (World record)               |                       | Recorde africano                      | Recorde africano (African) |                                           | Q | Classificado por posição (Qualified) |
| Recorde do campeonato | Recorde do campeonato (Championship record)  | Recorde da América    | Recorde da América (Americas)         | q                          | Classificado por melhor tempo (Qualified) |   |                                      |
| Melhor marca do ano   | Melhor marca do ano (World leading)          | Recorde asiático      | Recorde asiático (Asian)              | DNS                        | Não largou (Did not start)                |   |                                      |
| Recorde nacional      | Recorde nacional (National record)           | Recorde europeu       | Recorde europeu (European)            | DNF                        | Não terminou (Did not finish)             |   |                                      |
| Recorde pessoal       | Recorde pessoal do atleta (Personal best)    | Recorde da Oceania    | Recorde da Oceania (Oceania)          | DSQ / DQ                   | Desclassificado (Disqualified)            |   |                                      |
| Recorde da temporada  | Recorde da temporada do atleta (Season best) | Recorde sul-americano | Recorde sul-americano (South America) | NM                         | Sem marca (No mark)                       |   |                                      |